# Bất Động Minh Vương
Bất Động Minh Vương hay Acala (Sanskrit: अचल "bất động") là một hộ pháp chủ yếu được thờ phụng trong Kim Cương thừa. Ông được xem là thần hộ vệ chính trong Chân Ngôn Tông của Nhật Bản với tên gọi Fudō Myō-ō, trong Mật tông ở Trung Hoa, Nepal, Nhật Bản và Tây Tạng gọi là Candarosana.
Bất Động Minh Vương là hoá thân phẫn nộ của Đức Đại Nhật Như Lai để hàng phục những chúng sinh quá cứng đầu và hộ trì tam bảo trong những đời vị lai. Tên gọi khác của Ngài là Bất Động Kim Cang Minh Vương, Bất Động Tôn, Vô Động Tôn, Vô Động Tôn Bồ Tát, mật hiệu là Thường Trụ Kim Cang.

## Hình tượng
Hình tượng của Bất Động Minh Vương có tượng hai tay, tượng bốn tay, và tượng sáu tay. Nhưng phần nhiều thường thấy là tượng hai tay. Thân thông thường của Bất Động Minh Vương mang sắc xanh đen, đỏ cam, vàng, vẻ mặt giận dữ nhìn thẳng, chân răng cắn cứng, có tượng mở to đôi mắt, có tượng chỉ mở to một mắt, tay phải cầm kiếm, tay trái cầm dây; sau lưng xuất hiện những ngọn lửa lớn cháy mãnh liệt phần nhiều ngồi kiết già trên bàn thạch hay trên toà sắt.

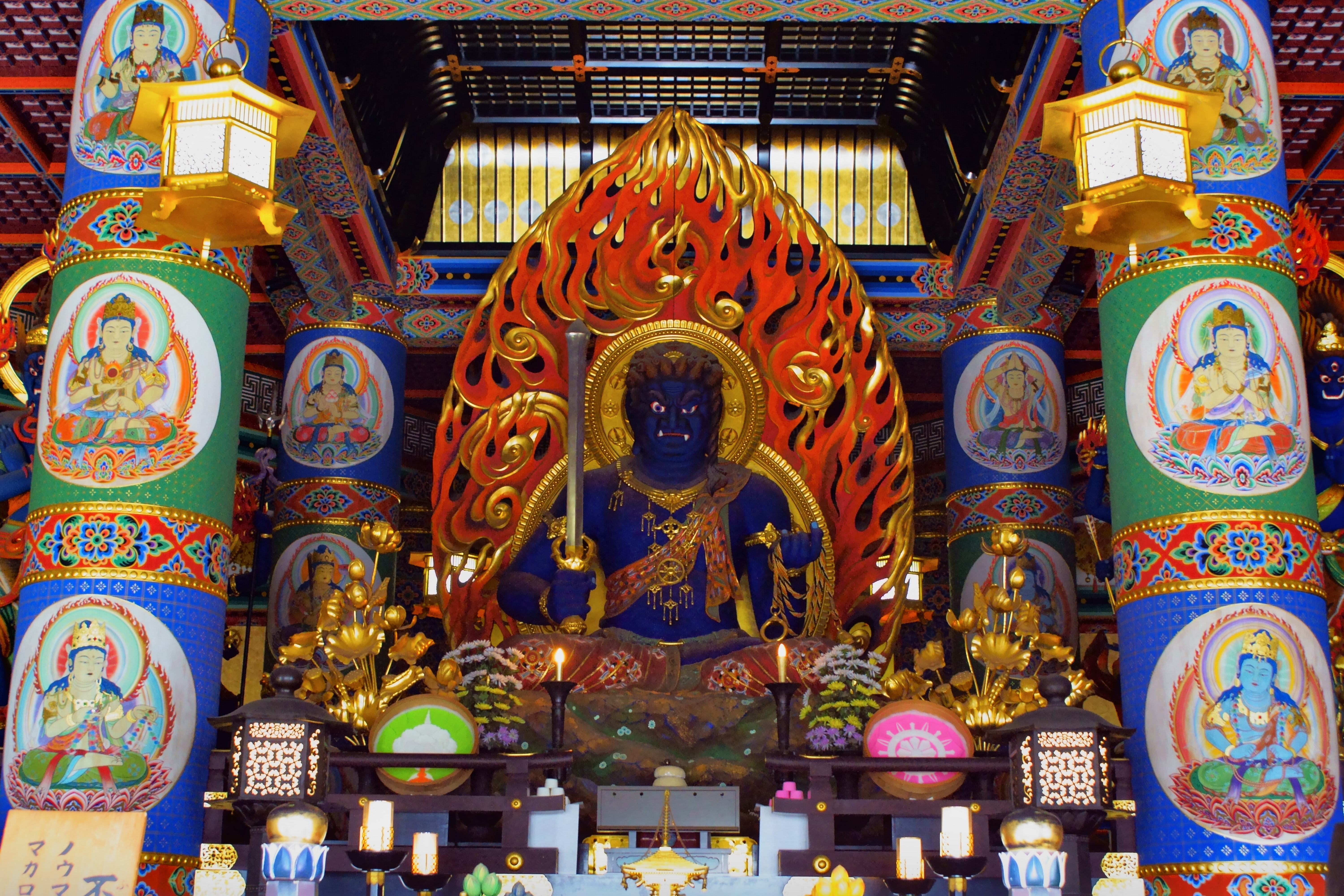

Sắc tướng uy mãnh của Ngài có thể khiến cho quỷ ác, yêu ma, trông thấy phải khiếp sợ. Kiếm sắc ở tay phải biểu thị đầy đủ công năng tiêu diệt Tham – Sân – Si, là ba thứ độc hại đối với trí tuệ. Sợi dây ở tay trái có thể trói buộc tất cả những kẻ ỷ mạnh làm càn. Ngọn lửa dữ sau lưng Ngài có thể thiêu đốt hết thảy các thứ phiền não. Do đó, tất cả các hình tướng kia là để biểu hiện đức đại bi của Ngài.

## Phổ biến
Tại Đông mật và trong Đài mật, Bất Động Minh Vương rất được sùng bái, tại các tự viện thuộc Tông phái này có khá nhiều di tích về Ngài.

## Thần chú
Phiên âm: Namo Sammanto Vajra Nai Ham ( Bất Động Tôn Nhất Tự Tâm Chân Ngôn )